# Haingosoa
 (mai 2020).
Pour plus de détails, voir Fiche technique et Distribution.
Haingosoa est un film français réalisé par Édouard Joubeaud, sorti en 2019.

## Synopsis
Pour payer les frais de scolarité de sa fille, Haingo s'engage dans une troupe de danse, quitte le sud de Madagascar et monte à Antananarivo. Elle n'a alors que quelques jours pour apprendre une danse qui lui est étrangère.

## Fiche technique
- Titre : Haingosoa
- Réalisation : Édouard Joubeaud
- Scénario : Édouard Joubeaud, Sandra Joubeaud et Jenny Teng
- Photographie : Marine Atlan, Sarah Cunningham
- Montage : Anna Riche
- Production : Karima Benouadah (productrice associée)
- Société de production : Pitchaya Films
- Société de distribution : Laterit Productions (France)
- Pays :  France et  Madagascar
- Genre : Drame
- Durée : 73 minutes
- Dates de sortie : 
  - États-Unis : 7 août 2019 (Rhode Island International Film Festival)
  - France : 4 mars 2020

## Distribution
- Marina Christine Amagoa
- Haingosoa Loharano Vola
- Remanindry

## Accueil
- Première : [1]
- Les Inrockuptibles :[2]
- Libération :[3]
- Vieille Carne : [4]
- Avoir-alire : [5]